# Archidamia
Archidamia (in greco antico: Ἀρχιδαμία?; Sparta, ... – Sparta, 241 a.C.) fu regina spartana, moglie di Eudamida I, madre di Archidamo IV e di Agesistrata.

## Biografia
Archidamia fu la moglie del re di Sparta Eudamida I della dinastia Euripontide, che regnò dal 331 a.C. al 305 a.C.

### L'assedio di Sparta del 272 a.C.
Plutarco testimonia che nel 272 a.C., mentre Sparta era assediata da Pirro, re dell'Epiro e da Cleonimo, marito di Chilonide e gli Spartani stavano per prendere la decisione di inviare le donne al sicuro a Creta, fu proprio Archidamia, ormai vedova da tempo e già avanti negli anni, che piombò nella Gherusia con la spada sguainata, rimproverando gli anziani perché pensavano che le spartane avrebbero tollerato di poter sopravvivere alla distruzione della città.
Le donne scavarono quindi nella notte una fossa per ostacolare l'avanzata dell'esercito nemico, permettendo agli uomini di riposare in vista della battaglia, nel corso della quale diedero il loro supporto logistico, consentendo agli Spartani di resistere all'assedio fino al ritorno del re Areo I, che si trovava a Gortyna con l'esercito. Areo, una volta sopraggiunto, ebbe la meglio sui nemici.

### La riforma di Agide IV
Agide IV, nipote di Archidamia, propugnò una riforma rivoluzionaria che, ispirandosi all'antichissima ed originale costituzione di Licurgo, prevedeva la cancellazione dei debiti e la redistribuzione delle terre. La madre del re, Agesistrata, e la nonna Archidamia favorirono la riforma dando il buon esempio, mettendo a disposizione le ingenti ricchezze di loro proprietà
Quando la riforma di Agide fallì definitivamente nel 241 a.C., Archidamia ed Agesistrata furono entrambe giustiziate assieme al figlio per ordine degli efori e su pressione di Leonida II, l'altro re della dinastia Agiade. Plutarco testimonia la profonda impressione che fece l'esecuzione di Archidamia, "veneranda vecchia che per tutta la vita i concittadini avevano tenuto in grandissimo onore".